# Veerpoort (Schoonhoven)

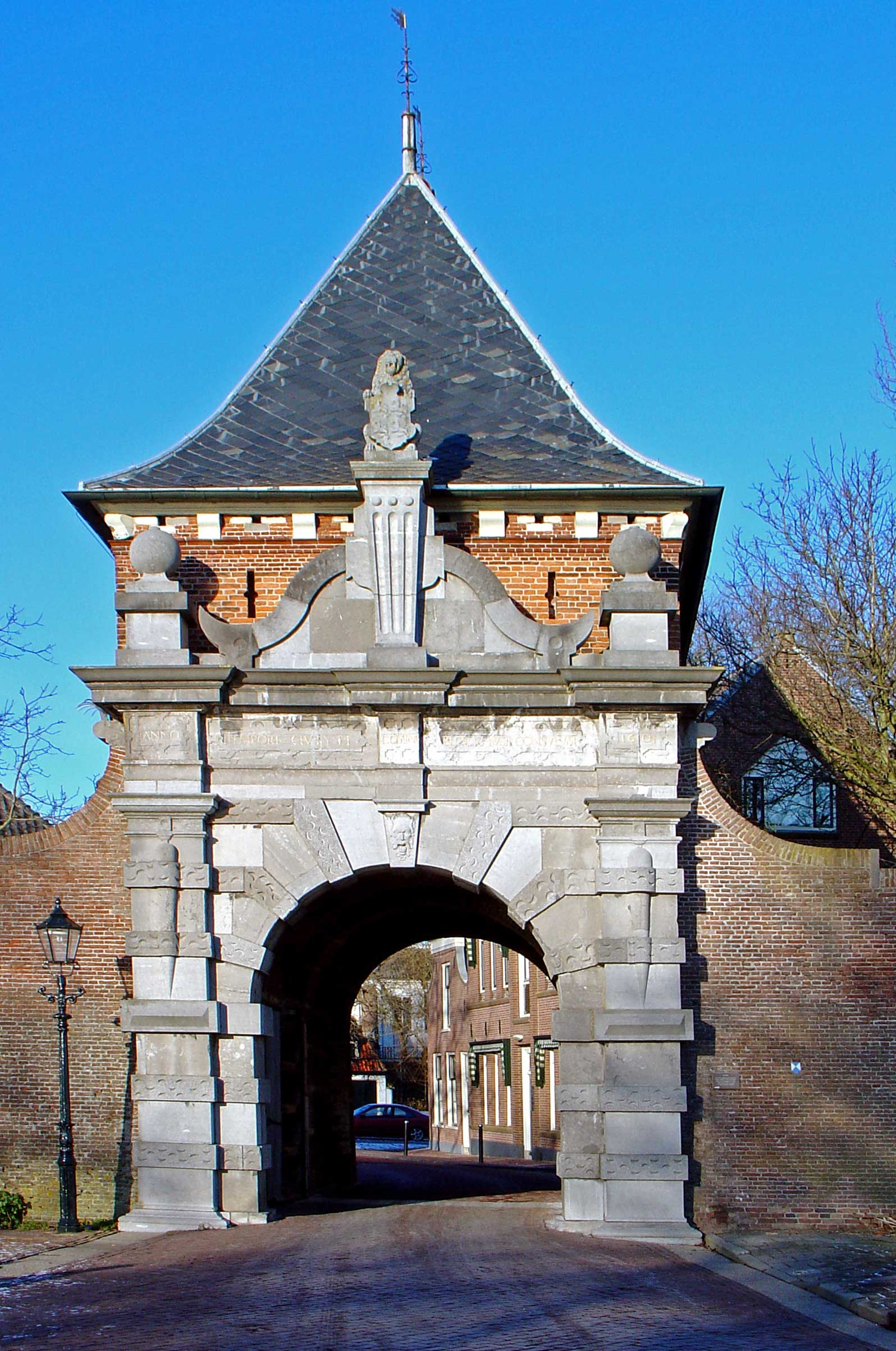
De Veerpoort in 2006

De Veerpoort is een 17e-eeuwse poort van de stad Schoonhoven, in de Nederlandse provincie Zuid-Holland. 
De poort dankt zijn naam aan de veerverbinding tussen Schoonhoven en Gelkenes aan de overkant van de Lek. Het is de enige overgebleven poort van de stad. Schoonhoven kende voorheen nog vier poorten: de Kruispoort (afgebroken in 1862), de Williger of Langerakkerpoort (gesloopt rond 1590), de Lopikerpoort (afgebroken in 1805) en de Vrouwepoort (afgebroken in 1862).
De oorspronkelijke Veerpoort werd in de 14e eeuw gebouwd ter hoogte van het kruispunt Veerstraat/Scheepmakershaven. Eind 16e eeuw werd Schoonhoven uitgebreid en werden nieuwe wallen gelegd. De Veerpoort, die daarmee binnen de wallen kwam te liggen, werd gesloopt. In 1601 werd de huidige Veerpoort gebouwd, een stuk verder richting de rivier. In die tijd waren de heren Cluijt en Blockhuijsen burgemeester van de stad, zoals ook blijkt uit het opschrift (zie afbeelding) ANNO DOMINI 1601 - TEMPORE CLVTY BLOCKHVSII CONSVLVM (In het jaar onzes heren 1601 - in de tijd van Clutus en Blockhusus burgemeesters) op het fries aan de Lekkant. In de ruimte boven de poort woonde nog tot 1862 de poortwachter.
De Veerpoort is onderdeel van de waterkering en wordt bij hoogwater met houten deuren gesloten. In de poort staan op gedenktekens de waterhoogten van 1716 en van de watersnood van 1953 aangegeven.
Vanaf 1962 had kunstenaar Wim Graves Kooiman (1937-2016) zijn atelier in de Veerpoort. Na zijn overlijden werd hier  galerie Meesters van de Zilverstad gevestigd, die in 2018 door burgemeester Roel Cazemier geopend werd.
Olivier van Noort

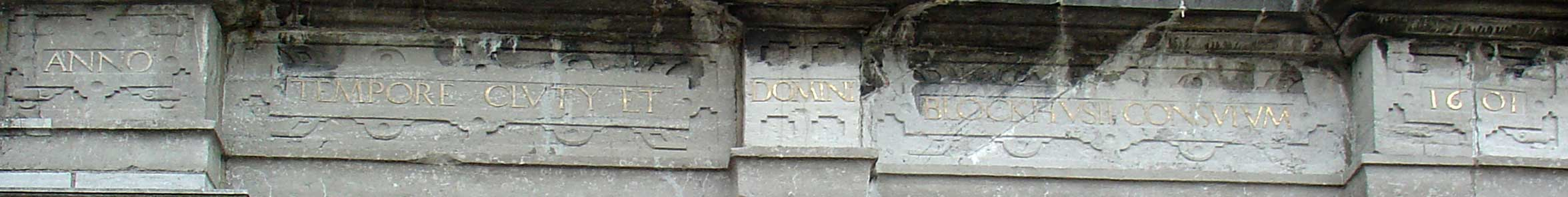
Tekst op het fries van de Veerpoort (Lekzijde)

Even buiten de poort staat sinds 1982 een door Jan van Ipenburg gemaakt bronzen beeld van ontdekkingsreiziger Olivier van Noort, die in Schoonhoven overleed en werd begraven in de Grote of Bartholomeüskerk.